# Satz von Olivier
Der Satz von Olivier  ist ein mathematischer Lehrsatz der Analysis, welcher auf eine Arbeit des Mathematikers Louis Olivier im zweiten Band des crelleschen Journals aus dem Jahre 1827  zurückgeht. Der Satz gibt eine notwendige Bedingung für die Konvergenz von Reihen, deren Glieder eine monoton fallende Folge positiver reeller Zahlen bilden, und liefert dabei eine Verschärfung des Nullfolgenkriteriums. Als direkte Anwendung des Satzes ergibt sich unter anderem die Divergenz der harmonischen Reihe.

## Formulierung
Der Satz von Olivier lässt sich wie folgt formulieren:
Sei {\displaystyle (a_{n})_{n\in \mathbb {N} }}  eine monoton fallende Folge nichtnegativer reeller Zahlen und die zugehörige Reihe {\displaystyle a_{1}+a_{2}+\ldots } sei konvergent, also
{\displaystyle \sum _{n=1}^{\infty }{a_{n}}<\infty }.
Dann gilt
{\displaystyle \lim _{n\to \infty }{n\cdot a_{n}}=0},
das heißt, die Zahlenfolge {\displaystyle (n\cdot a_{n})_{n\in \mathbb {N} }} ist eine Nullfolge.

## Beweis nach Konrad Knopp
Der Ansatz zum Beweis des Satzes von Olivier ergibt sich aus dem  Cauchy-Kriterium für Reihen.
Ist nämlich ein beliebiges {\displaystyle \varepsilon >0} vorgegeben, so setzt man zunächst {\displaystyle {\varepsilon }_{0}={\tfrac {\varepsilon }{2}}} und findet dazu eine untere Schranke {\displaystyle N=N({\varepsilon }_{0})}  , so dass für beliebige {\displaystyle n\;,\;p\in \mathbb {N} } mit  {\displaystyle n\;,\;p\geq N} stets die Ungleichung
{\displaystyle a_{p+1}+a_{p+2}+\ldots +a_{p+n}<{\varepsilon }_{0}}
gilt.
Damit ist wegen der vorausgesetzten Monotonieeigenschaft der Zahlenfolge zunächst
{\displaystyle n\cdot a_{p+n}<{\varepsilon }_{0}}
und folglich
{\displaystyle 2n\cdot a_{p+n}<\varepsilon }
gegeben.
Das aber bedeutet insbesondere, dass man für {\displaystyle n\in \mathbb {N} } mit  {\displaystyle n\geq N} stets
{\displaystyle 2n\cdot a_{N+n}<\varepsilon }
und damit
{\displaystyle (N+n)\cdot a_{N+n}<\varepsilon }
hat.
Als untere Schranke zu {\displaystyle \varepsilon } wählt man nun  {\displaystyle N(\varepsilon )=2N}  .
Damit ergibt sich nämlich für alle {\displaystyle n\in \mathbb {N} } mit  {\displaystyle n\geq 2N}  wegen {\displaystyle n-N\geq N} und  {\displaystyle n=N+(n-N)} die Ungleichung
{\displaystyle n\cdot a_{n}=(N+(n-N))\cdot a_{N+(n-N)}<\varepsilon }  .
Folglich ist {\displaystyle (n\cdot a_{n})_{n\in \mathbb {N} }} eine Nullfolge.

## Anmerkung
- Für

{\displaystyle a_{n}={\frac {1}{n}}\;\;(n\in \mathbb {N} )}
hat man
{\displaystyle \lim _{n\to \infty }{n\cdot a_{n}}=1}  ,
was mit dem Satz von Olivier die Divergenz der harmonischen Reihe impliziert.
- Anhand der abelschen Reihe, welche

{\displaystyle a_{n}={\frac {1}{n\cdot \ln(n)}}\;\;(n\in \mathbb {N} \;,\;n\geq 2)}
als allgemeines Glied hat, sieht man, dass der Satz von Olivier lediglich eine notwendige, jedoch keine hinreichende Bedingung formuliert. Denn der abelschen Reihe liegt zwar eine monoton fallende Gliederfolge zugrunde und dabei ist
{\displaystyle \lim _{n\to \infty }{n\cdot a_{n}}=\lim _{n\to \infty }{\frac {1}{\ln(n)}}=0}  ,
aber dennoch folgt mit dem Verdichtungskriterium von Cauchy
{\displaystyle \sum _{n=2}^{\infty }{\frac {1}{n\cdot \ln(n)}}=\infty }